# Эббелл, Клара Туэ
Клара Туе Эббелл (норв. Clara Thue Ebbell; 22 февраля 1880 года — 25 февраля 1971 года) — норвежская писательница, автор книг для детей и юношества, переводчик.

## Биография
Клара Туе Эббелл родилась 22 февраля 1880 года в норвежской коммуне Гримстад. Получила известнось своими произведениями в жанре  фантастики для детей старшего школьного возраста и взрослых. Книги писательницы переводились на шведский язык. Кроме того, она занималась переводами произведений иностранных авторов на норвежский язык.
Среди её произведений Hun som skrev Onkel Toms hytte (1916), Da Mayflower drog (1920), Fire på egen hånd (1935, 1959), Maja (1960) и I ungdomsbyen med Henrik Ibsen (1966). Клара Эббелл описала также биографии Катарины фон Бора (1917), Екатерины Бут (Catherine Booth, 1929) и Cathinka Guldberg (1940),  была активной участницей борьбы за женские права.
В свое время Клара Туе Эббелл была замужем за Бендиксом Йоахим Эббел (Bendix Joachim Ebbell). Она была на одиннадцать лет его моложе и пережила на 34 года. Клара Туе Эббелл скончалась 25 февраля 1971 года.
Архивы писательницы и ее мужа хранятся в городе Арендал и включат в себя ее рукописи, письма, заметки, поздравления и  рождественские подарки.